# Arabské povstání v Palestině 1936–1939

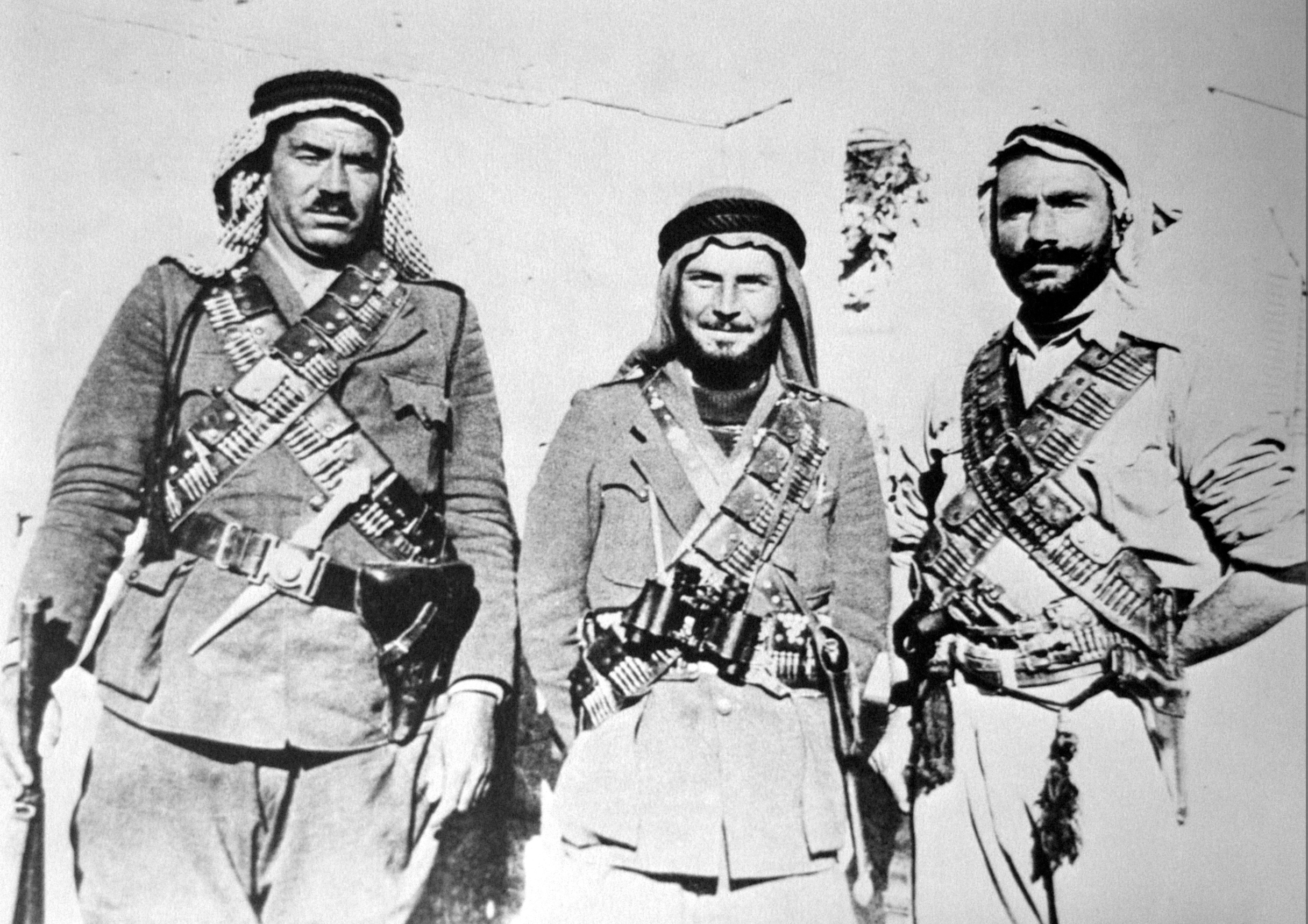
Abd al-Kadir al-Husajni (uprostřed), jeden z velitelů arabských povstaleckých skupin

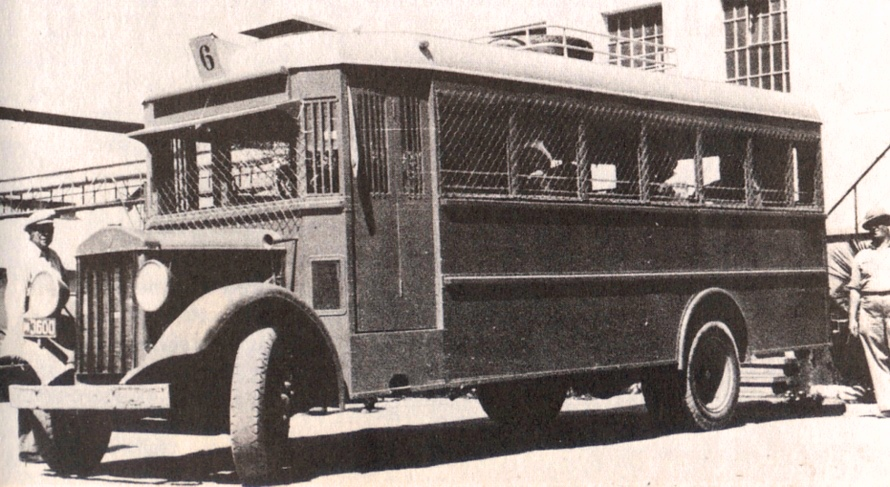
Obrněný autobus využívaný židovskou komunitou během arabského povstání

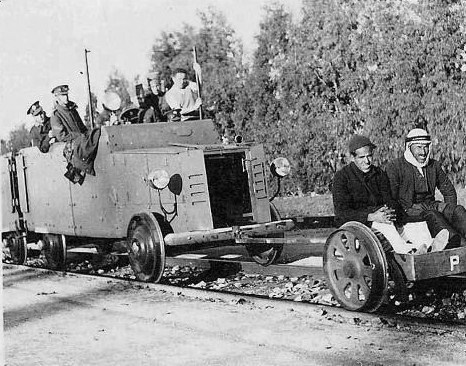
Převoz arabských zajatců v britském obrněném vlaku

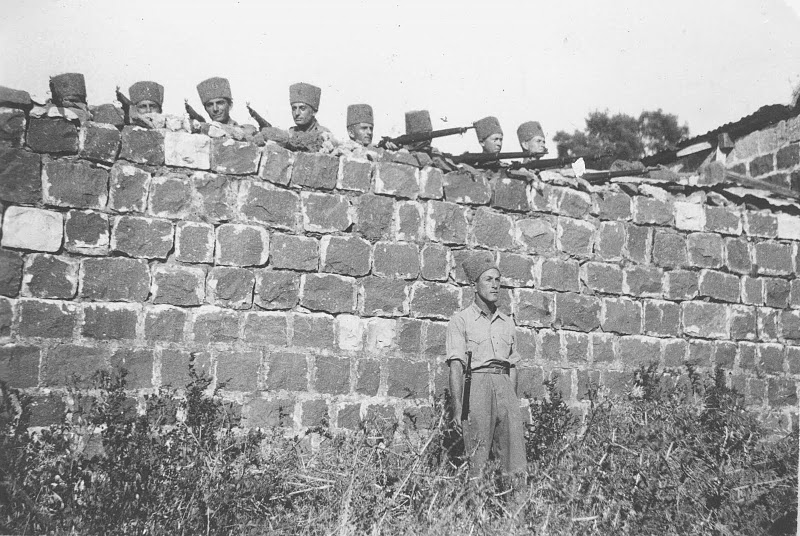
Židovští členové Speciálních nočních oddílů asistujících Britům proti arabským povstalcům

Arabské povstání v Palestině (hebrejsky המרד הערבי הגדול, ha-Mered ha-Aravi ha-Gadol, doslova Velké arabské povstání, arabsky ثورة فلسطين) bylo povstání Arabů v mandátní Palestině v letech 1936–1939 namířené proti Židům a britské nadvládě.

## Příčiny povstání
Mezi důvody pro vypuknutí povstání je zejména prudké zrychlení židovské imigrace do Palestiny, kam začaly kvůli nástupu antisemitských režimů v Evropě přicházet desetitisíce židovských přistěhovalců, čímž se židovská populace v Palestině během čtyř let zdvojnásobila. Mezi arabskou populací vzrostly obavy z rychlé ztráty demografických i ekonomických pozic v Palestině. Toto se už projevilo během arabských nepokojů v Palestině roku 1929. Nyní se navíc mezi palestinskými Araby šířila agitace nacistického Německa a fašistické Itálie, která byla namířena proti pokračujícímu vlivu Britského impéria na Blízkém východě. Vliv těchto nedemokratických mocností v tomto regionu posílila zejména okupace Habeše italskými vojsky v roce 1935.
Předznamenáním povstání byla rovněž činnost skupiny okolo Izz ad-Dín al-Kassáma, který do roku 1935, kdy byl zabit, prováděl útoky proti britským i židovským cílům. Podle jiných názorů dokonce existoval nepřerušený řetězec arabského násilí od roku 1929, kdy vypukly nepokoje v Palestině. Mezi roky 1929 a 1939 bylo v zemi hlášeno víc než 10 000 bezpečnostních incidentů, při nichž zemřelo minimálně 2000 lidí.

## Začátek povstání roku 1936
V únoru 1936 se palestinští Arabové zapojili do stávky na znamení solidarity s Araby v Sýrii, kteří tehdy stávkovali proti francouzské nadvládě. Během následujících týdnů pak v Palestině docházelo k občasným násilnostem, které v dubnu 1936 přerostly v celkové povstání. Rebelie se okamžitě projevila i v populačních centrech země. Jen během prvního dne, 19. dubna 1936, například bylo zabito v Jaffě devět Židů. Oběti na životech byly v prvním měsíci hlášeny i z Jeruzaléma, Haify. Došlo k napadení některých židovských vesnic (Ramat ha-Koveš) a k přepadání vozidel na hlavních silničních tazích. Častým jevem bylo napadání zemědělských pozemků, ničení úrody a vytrhávání ovocných stromů v okolí židovských osad. Například Mišmar ha-Emek byla napadena žhářskými útoky na sad při vesnici 4., 13. a 30. května. Bilancí prvních dvou měsíců povstání bylo 28 zabitých Židů a 16 Arabů, přičemž arabské oběti na životech byly způsobeny zásahy britských pořádkových sil.
Za první oběť povstání ale býval označován sedmdesátiletý židovský obchodník Jisra'el Chazan zabitý při přepadení na silnici poblíž arabského města Tulkarm už 15. dubna.
Ještě v dubnu 1936 se v Nábulusu konal arabský kongres, kde byl vytvořen Vysoký arabský výbor jako hlavní politický orgán arabské komunity, vedený muftím Amínem al-Husajním. Požadavkem výboru bylo okamžitě zastavení židovské imigrace a prodeje půdy do židovského vlastnictví a převod země pod arabskou vládu. Na podporu těchto požadavků Arabové vstoupili do generální stávky. V důsledku stávky se v mnoha ohledech rozvrátilo fungování místní ekonomiky. Například došlo k uzavření přístavu v Jaffě. Místo něj ovšem byl již v květnu 1936 otevřen nový přístav v sousedním židovském Tel Avivu. Vymáhání stávky ze strany arabských stoupenců povstání vedlo k četným násilnostem uvnitř arabské komunity, proti těm Arabům, kteří byli označováni za kolaborující se Židy. Pod heslem boje proti kolaborantům navíc došlo k několika případům vyřizování klanových sporů mezi Araby.
Na zvládnutí revolty umožnili Britové Židům zřízení Židovské pomocné policie (Jewish Auxiliary Police), jejímž úkolem bylo hájit židovské vesnice před arabskými útoky. Tyto složky byly pak využity pro budování polooficiální židovské vojenské organizace Hagana. Hagana pak utvořila vlastní paramilitární oddíl ha-Nodedet zaměřený na protiúdery proti arabským centrum odporu, který pod vedením Jicchaka Sadeho podnikl v červnu 1936 první bojovou operaci v Judských horách v okolí Jeruzaléma. Zkvalitňovala se ovšem i arabská vojenská síla. V srpnu 1936 do země přišel důstojník z Iráku Fauzí al-Kaukdží a začal organizovat arabské dobrovolnické jednotky pro operace proti Britům i Židům. Další významnou postavou povstaleckých skupin byl Abd al-Kádir al-Husajní.
V létě 1936 se revolta dále stupňovala. Jen mezi 20. červencem a 22. zářím bylo zabito 33 Židů a zraněno několik set. Britové usmrtili přes 100 Arabů. 33 britských vojáků padlo. Pokračovaly útoky na židovské osady, docházelo k přestřelkám se strážními jednotkami. Britové již během jara 1936 do Palestiny povolali posily z Egypta a Malty. V září 1936 se pak rozhodli pro tvrdý postup proti povstalcům a Vysoký komisař v Palestině Arthur Grenfell Wauchope vyhlásil v zemi výjimečný stav. V historickém jádru Jaffy dokonce Britové nechali vystěhovat a posléze zbořit několik stovek domů, čímž měly být odstraněny úzké nepravidené uličky, které pro pořádkové síly představovaly problém.
V říjnu 1936 skončila po šesti měsících arabská generální stávka a Britové zároveň přikročili k politickým jednáním. Do mandátní Palestiny dorazila Peelova komise, která měla vyšetřit příčiny revolty a která později navrhla omezení židovské imigrace a rozdělení země na arabské a židovské entity. V reakci na ohrožení arabskými útoky a ve snaze posílit židovské demografické pozice přikročili Židé koncem roku 1936 k zakládání opevněných osad, nazývaných Hradba a věž. Bilancí prvních šesti měsíců arabské revolty bylo 91 zabitých a 369 zraněných Židů. Zejména v prvních týdnech povstání zároveň až 10 000 Židů dočasně či trvale uprchlo ze svých domovů v ohrožených či izolovaných sídlech. Židovské osídlení tehdy skončilo v etnicky dosud smíšených městech jako Bejt Še'an, Jaffa nebo Hebron.

## Pokračování povstání v letech 1937–1938
V srpnu 1937, po několika měsících relativního klidu, došlo na severu země k obnovení násilností. Arabové provedli například atentát na nejvyššího představitele britské správy v Galileji Lewise Andrewse. Britové v reakci rozpouštějí Vysoký arabský výbor, přičemž jeho předseda Amín al-Husajní prchá do Libanonu, a dosazují na potlačení povstání Charlese Tegarta, který pak zahájil na severu Palestiny výstavbu série opevněných vojenských základen (takzvané Tegartovy pevnosti) a hraniční bariéry (Tegartova zeď).
Dochází také k radikalizaci části židovské populace. Vojenská organizace Ecel provedla v listopadu 1937 útoky na Araby v Jeruzalému a otevřeně zpochybnila jednotné vedení Hagany ve vojenských a strategických otázkách. Během roku 1937 zároveň pokračovala faktická separace židovské a arabské komunity v mandátní Palestině. V září 1937 byla otevřena pobřežní silnice z Tel Avivu do Haify, jež míjela vnitrozemské převážně arabské regiony, pokračuje základání židovských osad a uvnitř židovské komunity se stále více hovoří o možnosti vzniku židovského státu v části Palestiny. Mimo jiné kvůli pokračujícímu násilí se ovšem v roce 1937 prudce propadla židovská imigrace do Palestiny a v zemi vypukla ekonomická krize s nezaměstnaností jako průvodním znakem. Bilancí nepokojů v roce 1937 bylo 33 Židů zabitých Araby a 30 Arabů usmrcených Židy.
V roce 1938 zahájila práci Woodheadova komise, další pokus Britů o řešení arabsko-židovského konfliktu prostřednictvím rozdělení země, tentokrát méně výhodného pro Židy. Židovská komunita mezitím zesiluje ilegální imigraci (alija bet). Rostoucí napětí mezi Brity a Židy ilustruje i případ Šlomo Ben Josefa, který byl jako první Žid britskými úřady popraven, pro násilné protiarabské akce prováděné v Galileji. Vedle arabského terorismu se zrodil židovský terorismus. Zaútočil totiž se střelnou zbraní na arabský autobus mezi městy Roš Pina a Safed. Ben Josef svůj čin zdůvodňoval jako odvetu za předchozí arabský útok na židovské cestující v tomto regionu, při němž byli zavražděni čtyři Židé. David Ben Gurion ovšem odmítl vydávat Ben Josefa za hrdinu a oběť a nařídil odstranit smuteční vlajku, kterou kdosi přehodil před budovu odborové centrály Histadrut.
Na druhou stranu britský důstojník Orde Wingate inicioval zřízení protipovstaleckých (protiarabských) jednotek (Speciální noční oddíly), kterými prošla řada Židů. Se zostřováním mezinárodní situace a rostoucím úpadkem britské prestiže opětovně zesiluje arabské povstání. V říjnu 1938 se Arabům podařilo na několik dnů zcela ovládnout historické jádro Jeruzalému nebo zavraždit židovského starostu města Tiberias. Na podporu financování židovské armády proto Židé v Palestině zavádějí roku 1938 daň kofer ha-jišuv. Od května do července 1938 zabili Arabové 59 Židů a 102 Arabů bylo zabito Židy. V britském tisku a vojenských kruzích se situace v Palestině začala stále více přirovnávat k Severnímu Irsku.

## Potlačení povstání v roce 1939
Až v roce 1939 se Britům podařilo prakticky eliminovat arabské povstalecké skupiny a obnovit v zemi pořádek. V roce 1939 počet Arabů vězněných za povstalecké aktivity stoupl na 9000, tedy na desetinásobek stavu o dva roky dříve. Zvláštní rychlé soudy zároveň zvýšily počet rozsudků smrti. Během let 1938–1939 bylo takto odsouzeno víc než 100 Arabů, z toho víc než 30 bylo popraveno. Pro obnovení klidu rovněž Britové zaváděli kolektivní tresty pro celé vesnice. Dále docházelo k trestným demolicím domů (například ve vesnici Baka al-Garbija bylo takto zničeno 53 domů).
Zároveň ovšem došlo k vydání takzvané Bílé knihy, která vycházela vstříc arabským přáním trvale omezit židovskou imigraci a připravit půdu pro budoucí nezávislou Palestinu s arabskou etnickou většinou. Mezi Židy rostou protibritské nálady. Židovský předák David ben Gurion zároveň ale zformuloval židovskou politiku po dobu druhé světové války následovně: „Budeme bojovat s Brity proti Hitlerovi, jako by Bílá kniha neexistovala; a budeme bojovat proti Bílé knize, jako by nebyla žádná válka.“